# Andygen
Der Andygen ist 41 km langer linker Nebenfluss der Isfara.
Er entspringt am Andygen-Pass an den Nordhängen der Turkestankette. Er wird von 64 Flüsschen bzw. Bächen gespeist, wovon der größte der Dschilkan ist. Ein Ort an dem Fluss ist Gowsuwar.